# Исаева, Галина Ивановна
Галина Ивановна Исаева (6 (19) апреля 1915, Санкт-Петербург — 2006) — советская артистка балета. Народная артистка РСФСР (1960). Лауреат двух Сталинских премий ll степени (1948, 1950).

## Биография
Родилась 6 (19 апреля) 1915 года в Петрограде.
Училась в Ленинградском хореографическом техникуме и на вечернем отделении ЛХТ (педагоги Е. Н. Гейденрейх, А. Я Ваганова, А. В. Ширяев).
В 1931—1963 годах в ЛМАТОБ имени М. П. Мусоргского (в 1941—1942 и 1954—1960 годах его художественный руководитель). С 1962 года педагог-балетмейстер Ленинградской эстрады. В 1967—1991 годах художественный руководитель отдела оригинальных жанров в Ленконцерте.

## Творчество

### Балетные партии
- 1933 — «Арлекинада» — Служанка
- 1940 — «Сказка о попе и о работнике его Балде» М. И. Чулаки — Попёнок (балетмейстер В. А. Варковицкий)
- 1946 — «Мнимый жених» М. И. Чулаки — Смеральдина (балетмейстер Б. А. Фенстер)
- 1947 — «Чудесная фата» С. А. Заранек — Настенька (балетмейстер Н. А. Анисимова)
- 1948 — «Доктор Айболит» И. В. Морозова — Ванечка
- 1949 — «Юность» М. И. Чулаки — Даша (балетмейстер Б. А. Фенстер); «Коппелия» Л. Делиба — Бурш (балетмейстер Н. А. Анисимова), Сванильда
- 1951 — «Барышня-крестьянка» Б. В. Асафьева — Настя (балетмейстер Б. А. Фенстер)
- 1954 — «Двенадцать месяцев» Б. Л. Битова — Королева Рената (балетмейстер Б. А. Фенстер)
- 1955 — «Дикарка» Л. Делиба — Фадетта
- 1958 — «Гаврош» Б. Л. Битова — Гаврош (балетмейстер В. А. Варковицкий)
- «Цыганский барон» И. Штрауса — Газетчик
- «Разбойники» Ж. Оффенбаха — Маленький разбойник
- «Жюстина Фавар» Ж. Оффенбаха — Маленький генерал
- «Фадетта» Л. Делиба — Фадетта
- «Тщетная предосторожность» Л. Герольда — Лиза

### Балетные постановки
- 1948 — «Доктор Айболит» И. В. Морозова (совместно с Б. А. Фенстером)
- 1955 — «Дикарка» Л. Делиба
- 1956 — «Джоконда» А. Понкьелли (танцы в оперном спектакле, совместно с К. Ф. Боярским)

## Награды и премии
- Орден «Знак Почёта» (1940)[1]
- Народная артистка РСФСР (1960)
- Заслуженная артистка РСФСР (1951)
- Сталинская премия второй степени (1948) — за исполнение партии Смеральдины в балетном спектакле «Мнимый жених» М. И. Чулаки
- Сталинская премия второй степени (1950) — за исполнение партии Даши в балетном спектакле «Юность» М. И. Чулаки